# Adama Diomande
Valentin Adama Diomande (* 14. Februar 1990 in Oslo) ist ein norwegischer Fußballspieler ivorischer Abstammung. Der Stürmer steht seit der Saison 2023 in der Major League Soccer beim Toronto FC unter Vertrag.

## Karriere

### Verein
Adama Diomande wurde in Oslo als Sohn ivorischer Einwanderer geboren. Er spielte für die Jugendmannschaften von Holmlia SK, Vålerenga Oslo und Lyn Oslo. Für Lyn debütierte er am 19. Oktober 2008 gegen Ham-Kam in der Tippeligaen, als er in der 86. Minute eingewechselt wurde. Da er in den nächsten zwei Jahren nur zwei weitere Male eingesetzt wurde, wechselte er 2010 zum Zweitligisten Skeid Oslo. Bei Skeid erzielte er in einem halben Jahr in zwölf Einsätzen acht Tore. Nach weiteren kurzen Aufenthalten in Norwegen bei IL Hødd und Strømsgodset IF, wechselte er 2014 nach Belarus zu FK Dinamo Minsk. Nach einem Monat bei Minsk wurde sein Vertrag bereits aufgelöst und er wechselte zu Stabæk Fotball. Unter Trainer Bob Bradley erzielte Diomande in 26 Pflichtspieleinsätzen 25 Tore.
Am 1. September 2015 wechselte Diomande zum englischen Championship-Verein Hull City. Aufgrund einer Verletzung bestritt er sein Debüt für die Tigers erst am 12. Dezember 2015, als er beim 1:0-Heimsieg gegen die Bolton Wanderers in der zweiten Halbzeit für Chuba Akpom eingewechselt wurde. Sein Verein schaffte in dieser Saison 2015/16 den Aufstieg in die Premier League. Sein Premier-League-Debüt absolvierte er am 13. August 2016 gegen Leicester City. Beim 2:1-Sieg Hulls erzielte er per Fallrückzieher das Führungstor. In der Saison 2016/17 erzielte er in 22 Spielen zwei Tore. Hull musste in dieser Saison den Abstieg hinnehmen. Auch in der Championship traf Diomande nur ein einziges Mal in 16 Einsätzen und wechselte schließlich im Mai 2018 in die Major League Soccer zu Los Angeles FC. Dort traf er auch auf seinen Trainer bei Stabæk Bob Bradley. In der MLS schlug Diomande ein. Er erzielte zu Beginn neun Tore in sieben Ligaspielen und wurde im Juni zum MLS Player of the Month gewählt. In der Saison 2018 traf er in 18 Spielen zwölfmal und bereitete vier Treffer vor. Zweistellig konnte er auch im nächsten Spieljahr 2019 treffen, in der er in 27 Ligaeinsätzen 10 Mal anschreiben konnte. Am 13. August 2020 löste er seinen Vertrag beim LAFC aufgrund persönlicher Gründe auf.
Nach monatelanger Vereinslosigkeit schloss sich Diomande am 2. April 2021 dem chinesischen Erstligisten Cangzhou Mighty Lions FC an. Bereits am ersten Spieltag der Saison 2021 gelang ihm ein Torerfolg, der die 1:2-Auswärtsniederlage seiner Mannschaft beim Qingdao FC aber nicht verhindern konnte. Dort spielte er dann bis zum August 2021, ehe er weiter nach Katar zu al-Sailiya ging. Doch schon im Januar 2022 schloss er sich dem Ligarivalen al-Arabi Doha an.

### Nationalmannschaft
Diomande debütierte für die norwegische A-Nationalmannschaft in der Qualifikation zur Europameisterschaft 2016 gegen Aserbaidschan am 12. Juni 2015, als er in der 79. Minute für Joshua King eingewechselt wurde. Bis 2017 absolvierte er elf Partien und erzielte dabei einen Treffer beim 4:1-Sieg gegen San Marino.

## Erfolge
- Norwegischer Meister: 2013
- MLS Supporters Shield-Sieger: 2019